# Satsanapong Wattayuchutikul
Satsanapong Wattayuchutikul (Thai: ศาสนพงษ์ วัฒยุชูติกุล, * 6. August 1992 in Khon Kaen) ist ein thailändischer Fußballspieler.

## Karriere
Seine fußballerische Laufbahn begann 2005 in der JMG Academy. 2010 wechselte Satsanapong zu Muangthong United nach Pak Kret, einem nördlichen Vorort der Hauptstadt Bangkok. Bis zum Ende seines Vertrages wurde er an verschiedene thailaendische Mannschaften verliehen. 2011 lieh in Suphanburi FC, ein Erstligist aus Suphanburi, aus, wo er 16 Spiele in der ersten Liga absolvierte. Von Suphanburi ging es 2012 wieder zurück nach Bangkok zum dortigen Zweitligisten Bangkok FC. 26-mal lief er im Trikot des Bangkok FC auf, ehe er 2013 zum damaligen Drittligisten Nakhon Nayok FC nach Nakhon Nayok verliehen wurde. Nach 15 Spielen für Nakhon Nayok ging es zurück in die Hauptstadt zum TTM Customs FC, dem heutigen MOF Customs United FC. Nach der Saison wurde er zum Zweitligisten Pattaya United nach Pattaya ausgeliehen. Hier absolvierte er 29 Spiele und stieg mit dem Verein in die Thai Premier League auf. 2016 wurde er von Pattaya fest verpflichtet. Nach einem Jahr wechselte der Außenverteidiger 2017 zum Ligakonkurrenten Ratchaburi Mitr Phol nach Ratchaburi. Mitte 2019 wurde er an JL Chiangmai United FC ausgeliehen. Der Club aus Chiangmai spielte in der zweiten Liga, der Thai League 2. Nachdem der Vertrag in Ratchaburi Ende 2019 ausgelaufen war, wechselte er zum Ligakonkurrenten Sukhothai FC nach Sukhothai. Am Ende der Saison musste er mit Sukhothai in die zweite Liga absteigen. Für Sukhothai absolvierte er 23 Erstligaspiele. Nach dem Abstieg verließ er Sukhothai und schloss sich im Mai 2021 dem Erstligaaufsteiger Chiangmai United, mit dem er schon 2019 in der zweiten Liga spielte, an. Nach einer Saison in der ersten Liga musste er mit Chiangmai nach der Saison 2021/22 wieder in die zweite Liga absteigen. Nach insgesamt 47 Ligaspielen wurde sein Vertrag im Sommer 2023 nicht verlängert. Ende Juni 2023 unterschrieb Satsanapong einen Vertrag beim Erstligaaufsteiger Nakhon Pathom United FC. Nach insgesamt zwölf Ligaspielen wurde sein Vertrag in Nakhon Pathom im Sommer 2024 nicht verlängert. Im Juni 2024 verpflichtete ihn der Zweitligist Kanchanaburi Power FC. Am Ende der Saison 2024/25 belegte er mit dem Verein den vierten Tabellenplatz und qualifizierte sich somit für die Play-off-Spiele zur ersten Liga. Im Halbfinale konnte man sich gegen den fünftplatzierten Mahasarakham SBT FC durchsetzen. Im Finale traf man auf den Phrae United FC. Das Hinspiel im eigenen Stadion gewann man mit 3:2. Das Rückspiel endete 2:2. Kanchanaburi gewann mit insgesamt 5:4 und stieg somit in die erste Liga auf.

## Erfolge
Muangthong United
- Thailändischer Meister: 2010

Pattaya United
- Thailändischer Zweitligavizemeister: 2015  ▲